# Elles deux (film)
Pour plus de détails, voir Fiche technique et Distribution.
Elles deux (Ök ketten) est un film hongrois réalisé par Márta Mészáros et sorti en 1977.

## Synopsis
Juli vient chercher refuge dans le centre d’hébergement pour femmes dirigé par Mari. Une belle amitié va naître de l’élan solidaire de ces deux femmes qui souffrent d’être mariées à des hommes frustes.

## Fiche technique
- Titre : Elles deux
- Titre d’origine : Ök ketten
- Réalisation : Márta Mészáros
- Scénario : Márta Mészáros, József Balázs, Géza Bereményi, Ildikó Kórody
- Producteur : Ferenc Szohár
- Musique : György Kovács
- Directeur de la photo : János Kende
- Son : György Kovács
- Décors : Tamas Banovich
- Costumes : Ildiko Szabo
- Montage : Andrasne Karmento
- Pays d’origine :  Hongrie
- Langue de tournage : hongrois
- Directeur de production : Ferenc Szohár
- Société de production : Dialóg Filmstúdió
- Société de distribution : Films Saint-André-des-Arts
- Format : couleur par Eastmancolor — son monophonique — 35 mm
- Genre : drame
- Durée : 100 min
- Date de sortie : 1977

## Distribution
- Marina Vlady : Mari
- Lili Monori : Juli Bodnár
- Jan Nowicki : János
- Zsuzsa Czinkóczi : Zsuzsi Bodnár
- Judit Meszléry : Madame Berek
- Miklós Tolnay: Feri
- Gyöngyvér Vigh
- Vladimir Vysotsky : simple apparition